# Fortaleza de São João
A fortaleza de São João da Barra do Rio de Janeiro, também referida como Fortaleza de São João ou Forte São João, localiza-se no lado ocidental da barra da baía da Guanabara, no atual bairro da Urca, na cidade e estado brasileiro do Rio de Janeiro.
É atualmente, em virtude do Decreto n° 7.809 de 20 de setembro de 2012, sede do Centro de Capacitação Física do Exército/Fortaleza de São João, unidade do Exército Brasileiro subordinada ao Departamento de Educação e Cultura do Exército.

## História

### Antecedentes: o reduto de São Martinho
A várzea entre o sopé do Morro Cara de Cão e o Morro do Pão de Açúcar foi ocupada pelas forças – cerca de trezentos homens desembarcados de cinco navios - do primeiro governador da capitania do Rio de Janeiro, Estácio de Sá (1565-1567), que aí fundou a cidade de São Sebastião do Rio de Janeiro (1 de Março de 1565), no contexto da luta para a expulsão dos franceses da baía da Guanabara. O padre jesuíta José de Anchieta (1534-1597) assim descreveu as primeiras providências, em carta desse mesmo ano aos seus superiores no reino:
"(...) Logo ao seguinte dia, que foi o último de Fevereiro, ou primeiro de Março, começaram a roçar a terra com grande fervor e a cortar madeira para a cerca, sem querer saber dos Tamoios nem dos Franceses, mas como quem entrava em sua terra (...)."
E complementa, sobre o progresso dessa defesa:
"Já à minha partida tinham feito muitas roças em derredor de [sic] cerca, (...); tinham já feito um baluarte mui forte de taipa de pilão com muita artilharia dentro, com quatro ou cinco guaritas de madeira e de taipa de mão, todas cobertas de telha que trouxe de São Vicente e faziam-se outras e outros baluartes, e os Índios e Mamelucos faziam já as suas casas de madeira e barro, cobertas com umas palmas feitas e cavadas como calhas e telhas, que é grande defensão contra o fogo. Os Tamoios andavamse [sic] ajuntando para dar grande combate na cerca."
Acredita-se que este primitivo reduto, sob a invocação de São Martinho, defendia o lado de terra. Resistiu ao primeiro combate naval e terrestre, contra os indígenas, a 1 de junho de 1565. Posteriormente, com a vitória portuguesa definitiva sobre os franceses, a cidade foi transferida para o Morro do Castelo em 1567, sem que a defesa da barra tenha sido descuidada.

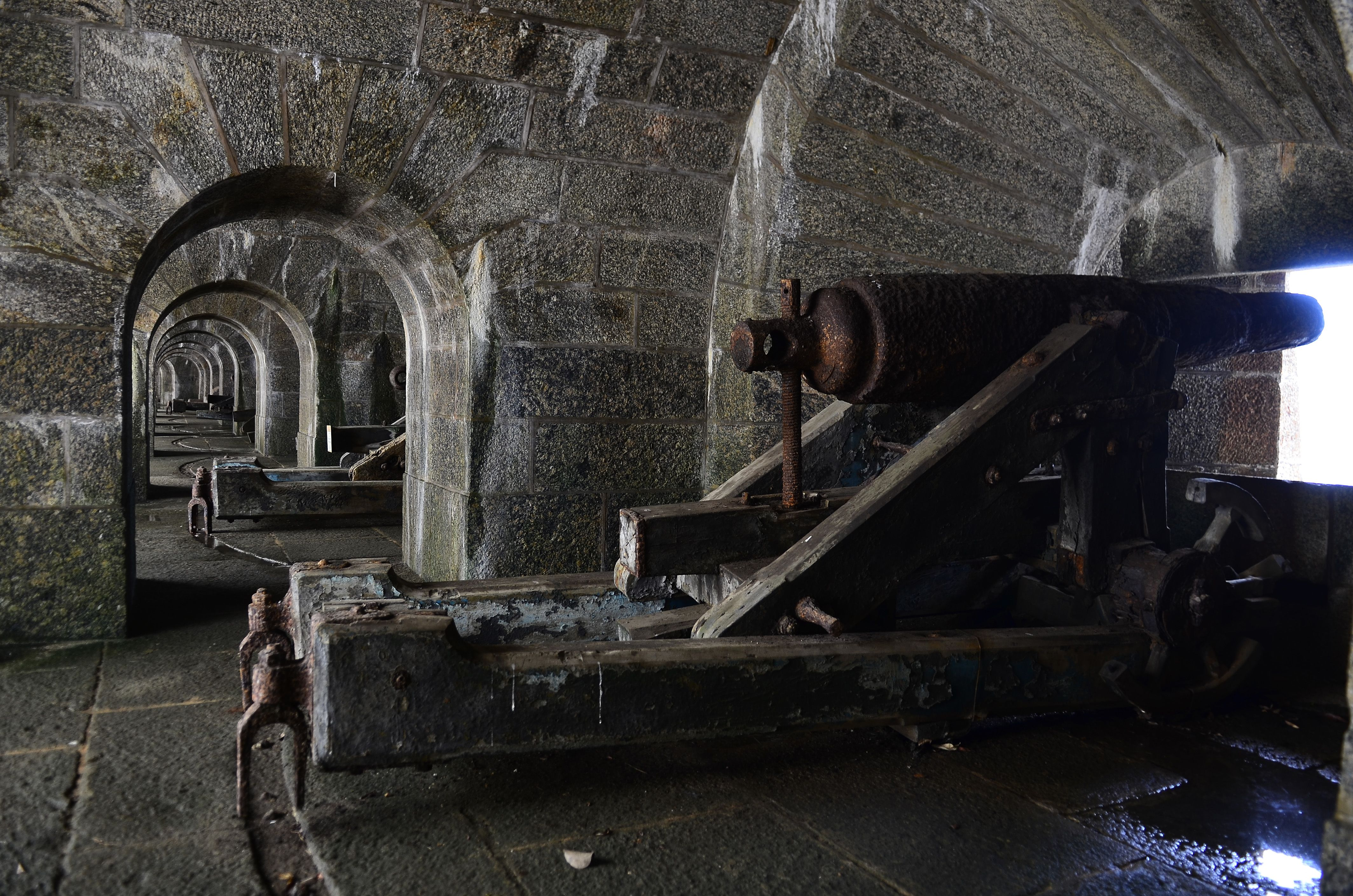
O Forte São José, uma obra toda feita em pedra talhada, é parte integrante do sítio histórico da Fortaleza de São João, na entrada da Baía da Guanabara (Tânia Rêgo/Agência Brasil)

### Os redutos de São Teodósio, São José e São Diogo
O forte ou reduto de São Martinho foi reforçado no governo de Salvador Correia de Sá (1568-1572) com a adição da bateria ou reduto de São Teodósio (1572), sobre a ponta de mesmo nome. No segundo governo de Salvador Correia de Sá (1577-1599) foi levantado o reduto de São José (1578), batendo a barra da baía da Guanabara. Com a conclusão do reduto de São Diogo (24 de junho de 1618), o conjunto entrou em serviço oficialmente, com o nome de Fortaleza de São João da Barra do Rio de Janeiro, cruzando fogos com a Fortaleza de Santa Cruz da Barra e com o Forte da Laje. O conjunto contava com trinta peças de artilharia de diversos calibres, que conservava à época do governador Duarte Correia Vasqueanes (1645-1648). Foi cartografada por João Teixeira Albernaz, o velho (Capitania do Rio de Janeiro, 1631. Mapoteca do Itamaraty, Rio de Janeiro), que registra apenas a fortificação de São Martinho defendendo o lado de terra e o "Forte de S. y.ª" [forte de São João], pelo lado do mar. Também está representada como forte de São João por Manuel Vaz Pereira (Demonstração da barra do Rio de Janeiro e planta da Lage, 1645. Arquivo Histórico Ultramarino, Lisboa), por João Teixeira Albernaz, o moço (Aparência do Rio de Janeiro, 1666. Mapoteca do Itamaraty, Rio de Janeiro) e assinalada por Andreas Antonius Horaty (Rio di Gennaro, c. século XVIII. Museu Histórico Nacional, Rio de Janeiro).
As suas defesas foram reforçadas pelo governador da capitania, Sebastião de Castro Caldas (1695-1697). Desse modo, repeliu, com o apoio da fortaleza de Santa Cruz, a esquadra do corsário francês Jean-François Duclerc, a 6 de agosto de 1710. Desguarnecida após o sucesso por ordem do governador Francisco de Castro Morais (1710-1711), pouco pôde fazer ante a invasão de dezoito navios, 740 peças de artilharia, dez morteiros e 5 764 homens do corsário francês René Duguay-Trouin, em setembro de 1711. Uma fonte francesa coeva, entretanto, indica para a bateria de São Teodósio (computada como um forte) vinte peças e, para o Forte de São João, quarenta e quatro. As defesas no morro de São João, à época, eram de terra (Planta das Fortalezas de terra no morro de S. João, barra do Rio de Janeiro, 1730. AHU, Lisboa), estando retratadas em mais duas plantas (Planta do Forte de São Diogo na barra do Rio de Janeiro, 1730; Planta do forte de São João na barra do Rio de Janeiro, 1730. AHU, Lisboa).
O "Relatório do Marquês de Lavradio, Vice-Rei do Rio de Janeiro, entregando o Governo a Luís de Vasconcelos e Sousa, que o sucedeu no vice-reinado", datado do Rio de Janeiro em 19 de junho de 1779, informa:
"Reedifiquei as defesas da fortaleza de S. João: fiz-lhe algumas de novo, e puz-lhe mais francas as suas comunicações, e projetei uma obra semelhante à da Praia de Fora na praia que fica encostada ao Pão de Açúcar, e encostada à fortaleza. Esta é feita de terra e faxina, pelo tempo não dar lugar a ser construída de outra forma. Estava já com bastante adiantamento quando chegou o tratado da paz, parei com aquele trabalho, e se acha no estado em que V. Exa. verá."
Encontra-se relacionado como "São João, com dois fortes", no "Mapa das Fortificações da cidade do Rio de Janeiro e suas vizinhanças", que integra as "Memórias Públicas e Econômicas da cidade de São Sebastião do Rio de Janeiro para uso do Vice-Rei Luís de Vasconcelos, por observações curiosas dos anos de 1779 até o de 1789". Este segundo documento (mapas e tabelas) originalmente devia se encontrar em apenso ao primeiro.

### O século XIX
À época do Brasil Império, no Período Regencial, o Decreto de 24 de dezembro de 1831 determinou a redução do seu armamento, conservando-se apenas sete peças na bateria mais baixa, mas sem pessoal que as manejasse. Em 1838 encontrava-se artilhada com 55 peças, e guarnecida por 770 praças, sob o comando do Major Teodoro de Macedo Sodré. Em suas dependência foi fundada a Escola de Aplicação do Exército (1855), embrião da Escola Militar, até ser decidida a edificação, na Praia Vermelha, de um prédio específico para este fim (1857). A fortaleza ficou, porém, como dependência da escola, guarnecida por três ou quatro soldados inválidos, que habitavam perto da antiga bateria de São Diogo.
No contexto da questão Christie (1862-1865), encontrava-se representada pelo Capitão Raymundo M. de Sepúlveda Everard (Plano da Fortaleza de S. João e das baterias que deffendem a Barra, 1863. Arquivo Histórico do Exército, Rio de Janeiro), cópia manuscrita de um original de 1794, e primeiro de um conjunto de planos de defesa da cidade, composto de quatro mapas. Aí se registram as diversas estruturas que integravam a fortaleza à época, a saber:
- a fortaleza de São João, com suas baterias e edifícios dispostos organicamente, acompanhando a encosta;
- a "casa da Pólvora", no topo do morro (atual "bateria Elevada");
- a bateria de S. Thadeu [São Theodósio], em dois planos;
- as baterias de São José (duas), com um edifício (Casa da Pólvora?); e
- os vestígios da tenalha erguida no ano de 1794, fechando a praia brava de S. José (atual praia de Fora).

Naquele contexto, foi considerada como fortificação de primeira classe pelo aviso do ministério da Guerra de 7 de Abril de 1863, tendo as suas defesas sido reforçadas com a construção de dezessete casamatas "à Haxo" sobre o antigo reduto de São José e, sobre estas, uma bateria à barbeta, cruzando fogos com a fortaleza de Santa Cruz da Barra, modernizada do mesmo modo. O conjunto ficou completo com um "paiol de munição" e foi artilhado com quinze canhões Whitworth de 127 mm (1863) e um obuseiro Krupp de 150 mm (1872). Em 1868, procederam-se reformas nos quartéis e instalações hidráulicas, dispondo a fortaleza de 34 peças de artilharia. Em 1885, encontrava-se guarnecida pelo Corpo de Aprendizes Artilheiros e artilhada com 41 canhões de longo alcance, um deles Armstrong de 280 mm (1874).

### Da revolta da Armada aos nossos dias
Trocou tiros com o encouraçado Aquidabã (capitânea da armada brasileira à época) e os cruzadores Javari e Trajano, das catorze às dezesseis horas de 30 de setembro de 1893, na eclosão da revolta da Armada (1893-1894), tendo o canhão Armstrong de 280 mm (o "Vovô") sido manejado por cadetes da escola Militar da Praia Vermelha. Os danos que lhe foram causados por esse episódio foram reparados em 1895. O mesmo autor refere que, na administração Mallet à frente do Ministério da Guerra (1900-1901), projetaram-se e construíram-se duas baterias mascaradas, uma artilhada com canhões Krupp C/15 L/40 (Bateria Mallet, inaugurada em 2 de dezembro de 1901 e outra, artilhada com um canhão Krupp C/15, um Krupp C/12 e um Armstrong calibre 550. Refere ainda que, em 1902, a bateria Mallet recebeu mais dois canhões e que, em 1904, foi inaugurada a ponte de ferro para o serviço da fortaleza.
Foi guarnecida a partir de 1920 por vários grupos de artilharia até Janeiro de 1991, quando foi extinto o Segundo Grupo de Artilharia de Costa e criado o Centro de Capacitação Física do Exército. Abriga, atualmente, também a Escola de Educação Física do Exército, o Instituto de Pesquisa de Capacitação Física do Exército, a Escola Superior de Guerra (criada em 1949) e o Museu do Desporto do Exército. O Portão de Armas da fortaleza encontra-se tombado pelo Instituto do Patrimônio Histórico e Artístico Nacional desde 1938.
A partir de 2002, vêm sendo procedidas obras de restauração no conjunto, com recursos oriundos do BNDES, através de convênio com a Fundação Cultural do Exército, compreendendo obras de segurança (colocação de grades e muretas em trechos de risco), de reforma dos pisos, que causavam infiltrações nos tetos e paredes da casamata da bateria São José, recuperação dos emboços e, em 2003, na restauração projetada de oito canhões, deteriorados pela maresia.
Em 15 de março de 2007, foi reinaugurada a antiga ponte de atracação da praia de Dentro da fortaleza, utilizada para o abastecimento da fortificação e apoio à da ilha da Laje até, aproximadamente, a década de 1920, quando foi promovido o aterro que atualmente constitui o bairro da Urca. Dessa antiga ponte, restavam apenas o cais e a sua base, na praia, tendo sido construída uma nova passarela em estrutura de aço, com vão de 21 metros, projetada pela diretoria de Obras Civis da Marinha. A nova ponte recebeu o nome de ponte de Atracação Almirante Benjamim Sodré.
Entre as atrações do forte, destacam-se: uma cela onde Tiradentes teria estado detido no final do século XVIII e o marco de fundação da cidade que, visto de cima, forma uma cruz de Malta.
A fortificação recebe, atualmente, cerca de quatrocentos visitantes por mês.[carece de fontes?] Serviu, ainda, como cenário para as filmagens da telenovela "Que rei sou eu?" (1989), da minissérie "O Quinto dos Infernos" (2002) e do filme "Carlota Joaquina, Princesa do Brazil" (1994).

## Visitação
A Fortaleza de São João pode ser visitada de Terça a Domingo, às 9:00 ou 13:30, mediante agendamento prévio de 48 horas.